# علوم صورية
العُلُومُ الصُّورِيَّةُ أو العلوم الشكلية هي فروع المعرفة التي تهتم بالأنظمة الشكلية، كالمنطق، والرياضيات، وعلم الكومبيوتر النظري، ونظرية المعلومات، ونظرية الألعاب، ونظرية الأنظمة، ونظرية القرار، والإحصاء، وبعض أشكال اللغويات.
على عكس العلوم الأخرى (التجريبية) فإن العلوم الشكلية لا تعتمد في تحديد صحة نظرياتها على المشاهدة في أرض الواقع، بل على خصائص الأنظمة الشكلية من ناحية نظرية بناءً على التعاريف وقواعد الاستنتاج. ولكن منهجيات العلوم الشكلية يتم استخدامها أيضاً في البناء والتجريب النظري للنماذج العلمية التي تهتم بما يوجد في أرض الواقع.

## فروع
- المنطق
- الرياضيات
- الإحصاء
- علم البيانات
- علم المعلومات
- علم الأنظمة
- علم الحاسوب